# Stanley Kalms, Baron Kalms

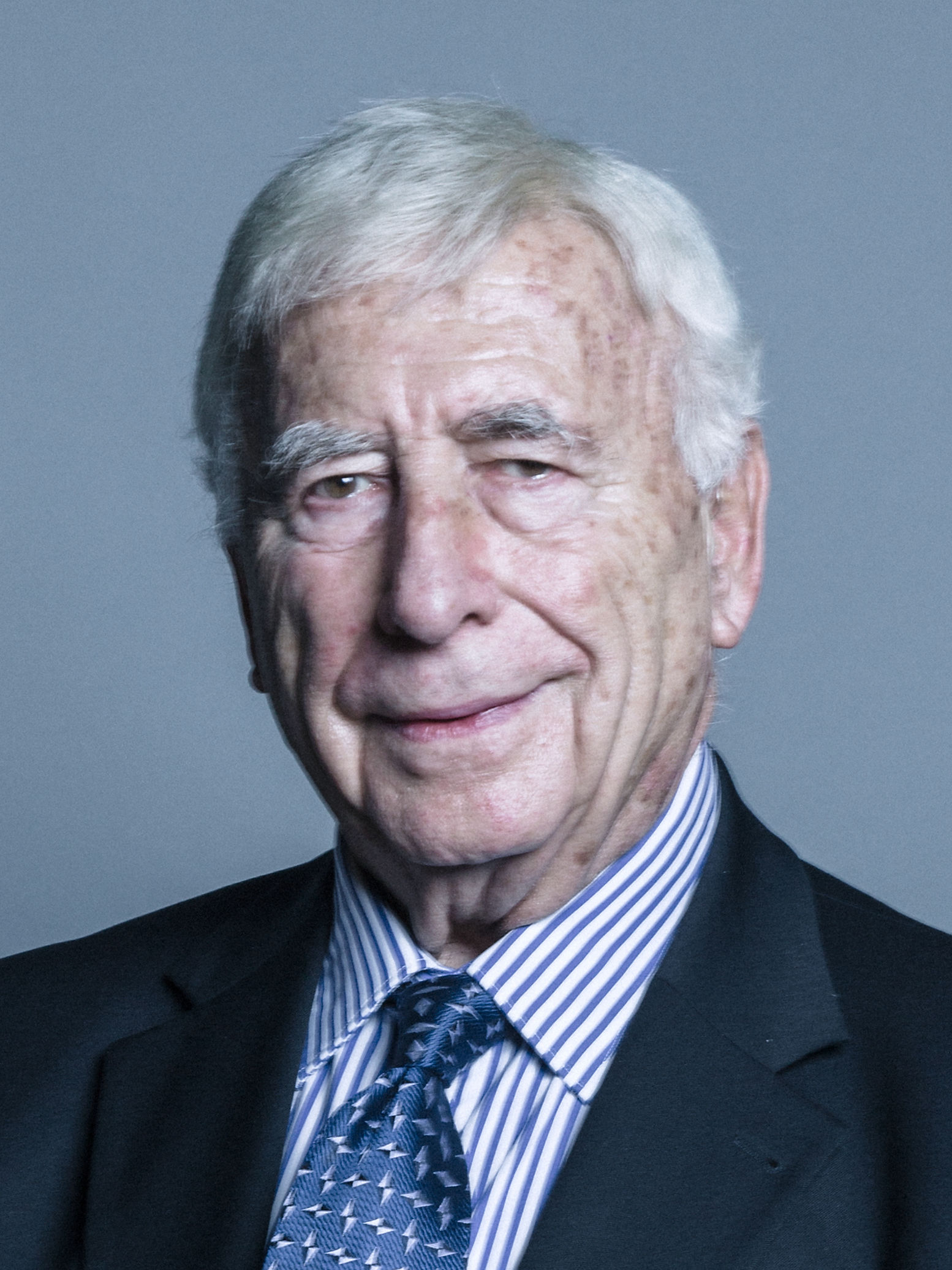
Stanley Kalms, Baron Kalms

Harold Stanley Kalms, Baron Kalms, Kt (* 21. November 1931 in London; † 30. März 2025) war ein britischer Unternehmer und Life Peer. Er war Präsident auf Lebenszeit und zuvor Vorsitzender (Chairman) der DSG International, ehemals Dixons Group. DSG ist Eigentümer von Dixons.com, Currys, The Link und PC World-Outlets. Er verbrachte seine gesamte Karriere von 1948 bei Dixons, das 1937 von seinem Vater Charles Kalms gegründet wurde. Als Life Peer war er Mitglied des House of Lords.

## Leben und Karriere
Kalms besuchte das Christ's College in Finchley. Im Alter von 16 Jahren fing er 1948 bei Dixons an und baute das Unternehmen von einem Eingeschäftsunternehmen zu Europas führendem spezialisiertem Elektro-Einzelhändler aus.
Kalms wurde 1971 (bis 2002) zum Vorsitzenden (Chairman) der Dixons Group plc ernannt. Seit 2002 war er dort Präsident. Er war auch Leiter (Governor) der Dixons City Academy in Bradford, West Yorkshire, wo der moderne Theaterkomplex nach ihm benannt wurde. Er war Director of Business für Sterling und Direktor des National Institute of Economic and Social Research.
Von 1987 bis 1997 war er Non-Executive Director der British Gas plc, später BG plc. Kalms war von 1993 bis 1996 Vorsitzender des King's Healthcare National Health Service Trust. Von 1994 bis 1997 war er Mitglied der Funding Agency for Schools, dort war er im gleichen Zeitraum Vorsitzender (Chairman) des Financial Committee.
Von 1991 bis 2001 war er Non-Executive Director des Centre for Policy Studies. 1991 war er Gastprofessor der Business School der University of North London. Er war Leiter des Dixons Bradford City Technology College der National Institute of Economic and Social Research von 1995 bis 2003.
Kalms war Mitglied des Treuhandrates (Trustee) der Industry in Education Ltd von 1993 bis 2002 und beim The Economic Education Trust ebenfalls von 1993 bis 2002. Von 1998 bis 2001 war er Direktor von Business for Sterling. Bei der Conservative Party war er von 2001 bis 2003 Schatzmeister (Treasurer).
Er war auch bei zahlreichen privaten Wohltätigkeitsaktivitäten engagiert, dazu gehört die Gründung der Stanley Kalms Foundation in London und die Stanley Kalms Readership in Business Ethics and Strategic Management an der University of North London. Er stand auch mit dem King's Hospital ISLET Diabetes Research Program in Verbindung.
Kalms hat enge Verbindungen zur University of Buckingham. Er erhielt dort 2002 einen Ehrentitel und Chris Woodhead ist der Inhaber der Sir Stanley Kalms Professur of Education.
Kalms schrieb in der Presse über die Europäische Währungsunion, sowie über Corporate Governance und ein Buch – A Time to Change –, einem Überblick über die Aktivitäten der United Synagogue, welches 1992 erschien.
Später war er Vorsitzender von Volvere plc.

## Mitgliedschaft im House of Lords
Kalms wurde am 1. Juni 2004 zum Life Peer als Baron Kalms, of Edgware in the London Borough of Barnet ernannt.
Seine Antrittsrede im House of Lords hielt er am 16. Juli 2004 zum Thema der Christmas Day (Trading) Bill.
Noch im selben Jahr meldete er sich zweimal zum Gesetzentwurf zur Europäischen Verfassung zu Wort. Im folgenden Jahr sprach er zur Niedrigsteuer-Wirtschaft und zur Prevention of Terrorism Bill. 2009 meldete er sich wieder zu Wort und sprach zur Lage im Gazastreifen und der Companies' Remuneration Reports Bill. Erst im Oktober 2012 sprach er dort wieder, zur zweiten Lesung der Arbitration and Mediation Services (Equality) Bill.
Als seine politischen Interessen gab er Islamismus und die Erhaltung des britischen Pfundes an. Als Staaten von besonderem Interesse nannte er Israel und die Staaten Europas.
Kalms war von 2001 bis 2003 Schatzmeister der Conservative Party. Wie viele in seiner Partei war er gegen den Euro. Er war Mitglied der Conservative Friends of Israel.
Im  Juni 2009 stand sein Ausschluss aus der Partei wegen seiner Unterstützung der UK Independence Party (UKIP) bevor. Zuletzt saß er im Oberhaus als Unabhängiger (Non-Affiliated).
Im Sommer 2006 griff Kalms, der jüdischen Glaubens und überzeugter Unterstützer Israels war, William Hague wegen dessen Kritik an dem israelischen Angriff auf den Libanon an. Er nannte ihn einen „ignoranten Sesselkritiker“ und sagte, dass dessen Kommentare „geradezu gefährlich“ seien.
- Sitzungsperiode 1. April 2004 bis 31. März 2005: 68 Tage
- Sitzungsperiode 1. April 2005 bis 31. März 2006: 52 Tage
- Sitzungsperiode 1. April 2006 bis 31. März 2007: 44 Tage
- Sitzungsperiode 1. April 2007 bis 31. März 2008: 27 Tage
- Sitzungsperiode 1. April 2008 bis 31. März 2009: 22 Tage
- Sitzungsperiode 1. April 2009 bis 31. März 2010: 14 Tage
- Sitzungsperiode 1. April 2010 bis 30. Juni 2010: 2 Tage
- Sitzungsperiode 1. Juli 2010 bis 30. September 2010: 0 Tage
- Sitzungsperiode 1. Oktober 2010 bis 31. Dezember 2010: 0 Tage
- Sitzungsperiode 1. Januar 2011 bis 31. März 2011: 1 Tag
- April 2011: 0 Tage (von 7)
- Mai 2011: 0 Tage (von 15)
- Juni 2011: 2 Tage (von 17)
- Juli 2011: 0 Tage (von 13)
- August 2011: 0 Tage (von 1)
- September 2011: 0 Tage (von 8)
- Oktober 2011: 1 Tag (von 18)
- November 2011: 0 Tage (von 18)
- Dezember 2011: 0 Tage (von 13)
- Januar 2012: 1 Tag (von 14)
- Februar 2012: 1 Tag (von 14)
- März 2012: 0 Tage (von 17)
- April 2012: 0 Tage (von 5)
- Mai 2012: 0 Tage (von 13)
- Juni 2012: 0 Tage (von 13)

Seine Anwesenheit bei Sitzungstagen war von Beginn an unregelmäßig. Im Juli 2024 schied er aufgrund der Bestimmungen des House of Lords Reform Act 2014 aus dem Oberhaus aus, da er in der vorhergehenden Sitzungsperiode zu häufig nicht anwesend war.

## Ehrungen und Mitgliedschaften
Kalms erhielt 1991 die Ehrendoktorwürde eines Doctor of Letters (Hon DLitt) des Council for National Academic Awards der University of London. Mit dieser ehrte ihn auch 2002 die University of Sheffield. 1994 erhielt er die Ehrendoktorwürde der University of North London.
Richmond zeichnete ihn als Hon DEcon aus. 1995 wurde er Honorary Fellow der London Business School. zuvor wurde er 1988 Fellow des City and Guilds of London Institute.
Kalms war Mitglied des Carlton Club. Von 1991 bis 2001 war er Direktor der Denkfabrik Centre for Policy Studies (CPS).
1996 wurde er als Teil der 1996 New Years Honours Knight Bachelor für seine Dienste in der Elektro-Handelsbranche.

## Familie
Er war mit Pamela Kalms verheiratet und hatte 8 Söhne.

## Veröffentlichungen
- A Time to Change, Verlag unbekannt, 1992, ISBN unbekannt